# Effet Auger
Pour les articles homonymes, voir Auger.

Deux vues de l'effet Auger-Meitner :
(a) illustre séquentiellement les étapes impliquées dans la désexcitation Auger-Meitner. Un électron incident (ou un photon) crée un trou de cœur dans le niveau 1s. Un électron du niveau 2s remplit le trou 1s et l'énergie de transition est transmise à un électron 2p qui est émis. Le niveau atomique final a ainsi deux trous, un sur l'orbitale 2s et un autre sur l'orbitale 2p.
(b) illustre le même processus en utilisant la notation spectroscopique KL_{1}L_{2,3}.

L'effet Auger-Meitner est un phénomène physique apparaissant lors de la désexcitation d'un atome qui se traduit par l'émission d'un électron dit Auger-Meitner. Ce phénomène est découvert indépendamment par Lise Meitner en 1922 et Pierre Auger en 1923. Le phénomène a cependant gardé le seul nom de Pierre Auger par la suite. Une étude, sur les publications des deux chercheurs justifie cette attribution par le peu d'intérêt porté par Lise Meitner à cette découverte en physique atomique. En effet la physique nucléaire plutôt qu'atomique était au centre des recherches de Meitner, tandis que le nouvel effet en physique atomique était le sujet central de la thèse de Pierre Auger. Cependant, depuis 2019, plusieurs publications scientifiques plaident pour une reconnaissance conjointe du phénomène sous le nom d’« effet Auger-Meitner », soulignant la contribution précoce de Meitner au mécanisme d’émission électronique non radiative. Cette évolution terminologique, initiée notamment dans Physics Today, est de plus en plus adoptée dans les milieux scientifiques.
Lorsqu'un atome est bombardé par des rayonnements ionisants, un électron peut être retiré d’une couche interne atomique, laissant une place vacante, qu'un électron d’une couche de plus haute énergie peut venir remplir. L'énergie récupérée dans le processus peut être évacuée par l'atome de différentes façons, par exemple par émission d'un photon (c'est la fluorescence X), ou par éjection d'un autre électron de l'atome, qui emporte l'énergie en excès sous forme d'énergie cinétique. C'est ce second processus qui constitue l'effet Auger-Meitner . L'électron éjecté est également appelé électron Auger-Meitner .
Ce processus de désexcitation ne fait pas intervenir de photon (on parle de processus non radiatif) et ne doit pas être confondu avec l'auto-absorption d'un rayon X par l'atome qui l'émettrait, un phénomène extrêmement peu probable. L'émission Auger-Meitner  est en compétition avec l'émission X, de la même façon que l'émission gamma est en compétition avec la conversion interne au niveau nucléaire.
Ce phénomène est utilisé pour faire des analyses élémentaires de surface : c'est la « spectrométrie Auger-Meitner  ».
Ce phénomène a également été identifié début 2013 comme responsable de la perte d'efficacité des LED à hautes intensités, une partie de l'énergie transmise étant convertie en chaleur et non en lumière.

## Calcul des énergies

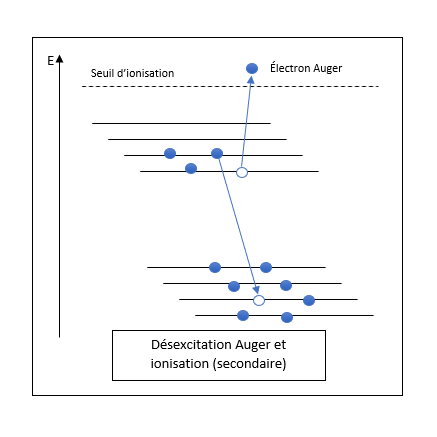
Exemple de désexcitation Auger

En prenant par exemple le cas où un électron est éjecté de la couche électronique K d'énergie {\displaystyle E_{K}}, un autre électron présent sur la couche L, d'énergie {\displaystyle E_{L}} peut descendre sur la couche K en transmettant son énergie à un troisième électron sur la couche M, d'énergie {\displaystyle E_{M}}, qui va quitter l'atome (c'est l'électron Auger-Meitner ).
L'énergie {\displaystyle E} de l'électron Auger-Meitner  se calcule par : {\displaystyle E={\frac {1}{2}}mv^{2}=(E_{L}-E_{K})-(0-E_{M})=E_{L}+E_{M}-E_{K}}.
Ces calculs approximatifs doivent être affinés en pratique en tenant compte de nombreuses autres considérations, comme les niveaux hyperfins, en particulier dans les applications quantitatives de la spectrométrie Auger-Meitner  (voir la section « Liens externes »).

## Spectrométrie Auger-Meitner
Un spectromètre Auger-Meitner  est un appareil très semblable à un microscope électronique à balayage ; il permet d'ailleurs de faire des images du même type.
L'appareil comporte un canon électronique qui bombarde l'échantillon, et un détecteur d'électrons qui détecte les électrons Auger-Meitner  et détermine leur énergie. L'énergie des électrons permet de déterminer la nature chimique des atomes, et le mode balayage permet de dresser une cartographie chimique de la surface de l'échantillon.
Les électrons Auger-Meitner  ayant une faible énergie, seuls ceux provenant des premières couches atomiques sortent de l'échantillon, c'est donc une méthode d'analyse superficielle. Pour la même raison, il faut travailler en vide poussé (ultra-vide, de l'ordre de 10−8 Pa, 10−10 Torr).
Par ailleurs, ce sont les éléments légers (faible numéro atomique, Z) qui produisent le plus d'électrons Auger-Meitner , les atomes lourds (Z élevé) produisant surtout des photons X. L'analyse chimique est donc limitée aux éléments légers.